# Corba de llum

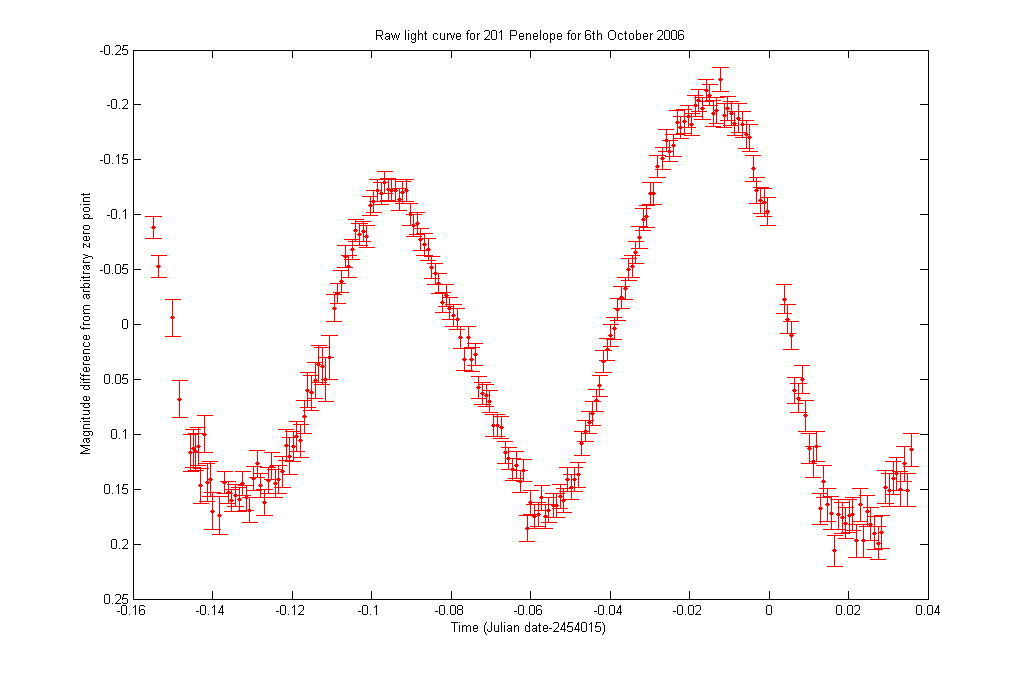
Corba de llum de l'asteoride 201 Penelope basada en imatges preses el 6 d'octubre de 2006 al Observatori Universitari Mount John. Mostra una mica més d'una rotació que dura 3,7474 hores.

En astronomia, una corba de llum és una gràfica de la intensitat de llum d'un objecte celeste o regió, en funció del temps. La corba de llum se sol construir a partir de llum d'una regió particular de l'espectre o banda fotomètrica: per exemple banda B, amb filtre blau o banda V, amb filtre verd.
Les corbes de llum poden ser periòdiques, com en el cas de binàries eclipsante, estrelles cefeides i altres estrelles variables, o aperiòdiques, com la corba de llum d'una nova, una estrella variable cataclísmica o una supernova
L'estudi de les corbes de llum, juntament amb altres observacions, poden proporcionar gran quantitat d'informació sobre els processos físics que les produeixen o constrènyer teories físiques sobre elles.

## Planetologia
En planetologia, una corba de llum s'usa per estimar el període de rotació d'un planeta menor o satèl·lit. Des de la Terra molt sovint no és possible resoldre un objecte petit del nostre sistema solar, fins i tot amb els telescopis més potents, ja que la mida angular aparent de l'objecte és més petit que un píxel d'una càmera CCD. Per això, els astrònoms mesuren la quantitat de llum produïda per l'objecte en funció del temps (la corba de llum). Observant els pics de la corba de llum es pot estimar la freqüència de rotació de l'objecte, assumint que hi ha parts de l'objecte que són més brillants o fosques que la mitjana. Per exemple, la corba de llum d'un asteroide asimètric té generalment pics pronuncitat, mentre que un objecte més esfèric té corbes de llum més planes. Quan la corba de llum cobreix una extens període, s'anomena corba de llum secular.

## Botànica
En botànica, una corba de llum mostra la resposta fotosintètica del teixit d'una fulla o comunitat d'algues a la variació de la intensitat de la llum i el punt de compensació de la llum. La forma de corba il·lustra el principi de factors limitants; en nivells de llum baixos, la velocitat de fotosíntesi és limitada a la concentració de clorofil·la i a l'eficiència de les reaccions fosques, però en alts nivells de llum està limitada per l'eficiència del RuBisCo i la disponibilitat de diòxid de carboni. Les reaccions fosques poden usar el punt de la corba on les reaccions fosques produeixen més ATP i NADPH. Com la fotosíntesi està també limitada pels nivells de diòxid de carboni ambiental, les corbes de llum solen repetir-se a concentracions de diòxid de carboni constants diferents.